# Guillermo Navarro
Guillermo Navarro (Mèxic, D.F., 1955) és un director de fotografia mexicà.
Va néixer i va créixer a Mèxic. Posteriorment va viatjar a França on va treballar de ayundante del director de fotografia Ricardo Aronovich. Després de tornar a Mèxic, va treballar a les ordres de Nicolás Echevarría a Cabeza de Vaca (1991), una pel·lícula que va obtenir un gran acolliment per part de la crítica. Pel seu treball en la pel·lícula, Navarro va obtenir el Premi Ariel a la Millor Fotografia. Cabeza de vaca va ser també la candidata mexicana al Óscar a la Millor Pel·lícula en Llengua Estrangera. Des de llavors, com altres figures del cinema mexicà, Navarro es va traslladar a Los Angeles, on va col·laborar amb directors com Robert Rodríguez i Quentin Tarantino en pel·lícules com Desperado, Four Rooms, Obert fins a la matinada o Jackie Brown. També ha col·laborat intensament amb el seu compatriota Guillermo del Toro, en pel·lícules com El espinazo del diablo, Hellboy o El laberinto del fauno, per la qual va obtenir l'Oscar a la millor fotografia en l'edició de 2006.
Ha estat el fotògraf d'Imagining Argentina.
També va dirigir la fotografia de La saga Crepuscle: Albada (1a part), Night at the Museum, Miniespías i Stuart Little.

## Filmografia
- London Fields (2018)
- Star Trek: Discovery (sèrie): T01.E01. El saludo vulcano (2017)
- Night at the Museum: Secret of the Tomb (2014)
- Pacific Rim (2013)
- La saga Crepuscle: Albada (2a part) (2012)
- La saga Crepuscle: Albada (1a part) (2011)
- Hellboy II (2008)
- Night at the Museum (2006)
- El laberinto del fauno (2006)
- Hellboy (2004)
- Imagining Argentina  (2003)
- Spy Kids (2001)
- El espinazo del diablo (2001)
- Stuart Little (1999)
- Jackie Brown (1997)
- Obert fins a la matinada (1996)
- Desperado (1995)
- Four Rooms (1995)
- Cronos (1993)
- Cabeza de Vaca (1991)

## Premis
| Any  | Premi | Categoria         | Pel·lícula             | Resultat  |
| ---- | ----- | ----------------- | ---------------------- | --------- |
| 2006 | Oscar | Millor fotografia | El laberinto del fauno | Guanyador |
| 2006 | BAFTA | Millor fotografia | El laberinto del fauno | Candidat  |
| 2006 | Ariel | Millor fotografia | El laberinto del fauno | Guanyador |
| 2006 | Goya  | Millor fotografia | El laberinto del fauno | Guanyador |